# 文立彬進食煙肉三文治

時任英國工黨黨魁文立彬進食煙肉三文治的照片在網絡上爆紅。

2014年5月，時任英國工黨黨魁在競選活動期間進食煙肉三文治時被拍下一張照片，其入鏡時的怪異吃相令照片迅速在網上瘋傳，同時引起英國媒體廣泛引用報導和評論。

## 背景與照片事件
在2014年5月的英國地方選舉和歐洲議會選舉前夕，時任英國工黨黨魁文立彬到訪倫敦新柯芬園市場，以宣傳工黨對支持小型企業發展的承諾，順道為妻子購買玫瑰花。文立彬於早上六時三十分抵達市場一間咖啡店，其後購買了一個煙肉三文治作早餐。他在進食數口後，三明治便開始漏出汁液，之後他放棄繼續進食，並把餘下的三明治交給了坐在旁邊的影子內閣成員伍特安菲爾男爵。雖然他的競選團隊曾經嘗試阻止攝影師進行拍攝，但文立彬食用三明治的吃相還是被《倫敦標準晚報》記者謝路美·塞爾溫（Jeremy Selwyn）拍下。
咖啡店店主後來向媒體表示他認為保守黨的政策對商家較有幫助，故不會投票給工黨。保守黨對此事評論「很高興文立彬可以見見保守黨的支持者，聽聽我們的長遠經濟計畫。」

## 後續事件與評論
文立彬進食煙肉三明治的照片在媒體報導後迅即在網上瘋傳，有網民即時用圖像處理軟件將他的樣子加進《最後的晚餐》和《當哈利遇上莎莉》的截圖等不同圖像中，並標註上「文立彬吃東西」（#EdEats）的主題標籤。
文立彬的形象問題曾受到多次質疑，如他在2011年英國大罷工後受訪時對連續三條問題給出幾乎相同的答案，被評像機械人；Google街景中被發現於辦公室內雙手抱頭；還有他在電視節目上嘗試表現自然但卻表情僵硬等。而在一個由YouGov進行，比較保守黨黨魁金馬倫、工黨黨魁文立彬和自民黨黨魁克萊格的調查中，雖然文立彬被評為三人中最老實的一人，但41%的民眾認為他「奇怪」，36%受訪者也認為他很有可能曾在學校被霸凌過，而克萊格和金馬倫則在同一調查中分別得到34%和27%的票數。相對兩人，文立彬的「奇怪」評價屬最高，故評論指他正努力改善形象，使得他「看起來正常」。但《獨立報》評論指「他手上的任務看似簡單，背後也有完善的舞台管理，但這名工黨黨魁花了很大功夫還是在為『看起來正常』和親近民眾的目標上掙扎著」。《衛報》評論指文立彬「是個溫暖和有魅力的好人，但在這些照片中他看起來就像從來沒吃過東西似的。」工黨活動家奧雲·鍾斯則認為此照片是保守派媒體對文立彬的攻擊：「你可以輕易選出一些照片來令任何一名政治家難看，或是將其加諸於你的固有立場上。」
時任英國副首相自由民主黨黨魁尼克·克萊格其後在一個電視節目上被主持人要求同樣進食一個煙肉三明治，克萊格只吃了一口，並對文立彬表示同情，指「我不認為這是公平的，因為沒有人能夠在進食的過程中表現得非常優雅。我敢向你保證，如果你把這餘下的三明治吃下去並讓我拍下上千張照片，我肯定能夠捕捉到你一兩張糟糕的照片。」
2014年10月，英國獨立黨黨魁奈傑爾·法拉奇於海伍德和米德爾頓地方補選前也進食了一個煙肉三明治，並在進食過程一直面向媒體鏡頭接受採訪，又對自己吃三明治的表現評予6.6分。然而《哈芬登郵報》截圖指法拉奇實際上進食的樣子比起文立彬不好多少，更有記者揭露三明治的汁液滴污了法拉奇的襯衣。《每日電訊報》指他的表現比文立彬好，但還是沒有如他所願地做得夠優雅。第四台當時進行了電視直播，旁述員像體育評述員般對他逐口評論，期間曾批評他的其中一口咬得「不夠前一口優雅」；其後他補充指法拉奇可能會因這次表演失去穆斯林和猶太人的票。《衛報》評論認為該次法拉奇選取的三明治其實較文立彬的麵包卷三明治容易進食。
2015年1月，蘇格蘭民族黨亞歷克斯·薩孟德於一段新聞短片中認為若政黨代表缺席電視辯論，主辦方不應只放置空桌椅，而應放上食物和飲品。他認為在該次選舉中，金馬倫不來的話可以用一杯香檳代替，克萊格的可以是一張學費援助承諾書，法拉奇可以是一品脫啤酒，而文立彬的則「毋容置疑地是一個煙肉三明治。」

2015年5月6日《太陽報》的封面再次以該張相片諷刺文立彬，他肩上的則是蘇格蘭民族黨黨魁尼古拉·斯特金。

2015年4月，時任英國首相大衛·金馬倫在2015年英國大選前的競選活動中使用了刀叉進食熱狗。儘管有意見認為金馬倫的進食方式「很有上流社會的風度」（"posh"），有民眾反認為這是金馬倫「作風奢侈、不平易近人」的證據。《獨立報》指他的競選團隊是「為了避免重演文立彬的事件，不過這次卻顯得太造作了。」每日星報則翻出一張金馬倫與美國總統奧巴馬一同用手吃熱狗的照片指他「說謊」，因為他根本可以用手吃熱狗；有網民也取笑金馬倫，認為他該用筷子吃熱狗。
這張照片在2015年英國大選前一天再次冒出水面。2015年5月6日，《太陽報》於頭版刊登了這張照片，並標上大字標題《保護我們的煙肉》（Save Our Bacon），副標題則寫道「看看豬耳朵愛德對可憐的小三明治做了什麼。在48小時內，他可能會用同樣的方式折磨英國」，諷刺他將三文治弄得一團糟的同時亦會將英國搞砸。《太陽報》同時在當日的報章用了八頁為保守黨拉票。此事引起了工黨支持者不滿，在當日發起了「我是文立彬」（#JeSuisEd）的Twitter活動，分享自己吃三明治的狼狽食相，以表對文立彬的支持，使得當日（5月7日）成為自法國查理周刊總部槍擊案之後英國單日Twitter流量最高的一天。部分支持者亦找出金馬倫、歐思邦和戴卓爾夫人等保守黨人的進食照片，以作反擊。
文立彬本人在2014年7月的一場黨內演說中回應稱競爭對手金馬倫「是個形象塑造得相當成功的人，即使是我最忠實的支持者也會說我在這方面不及他，因為我的長處的確不在這裏」；「你可以找到一個吃三明治吃得更好的人，但如果你想要的是一個重視照片的政治家的話，那就不要投票給我。」他又自嘲指再沒有人比他更像英國動畫《超級無敵掌門狗》中的「華萊士」，「長方下巴的英國人也多得很」，他私底下也經常拿自己的模樣解嘲。文立彬在2015年一個電視節目上再次作回應，對自己被指「奇怪」的評價表示「如果你想把這變為選美比賽或是以煙肉三文治為題的攝影比賽，我不會勝出。我認為比起這些，作為一名領袖更需要聆聽民眾聲音，代表民眾發聲。」
美國報章《猶太前進日報》的一篇評論文章提出文立彬選擇吃煙肉三明治而非其他早餐的原因是為了強調他的英國人身分，縱使他從不隱藏自己的猶太血統。文立彬的猶太背景在英國經常令他被標籤為異類，如保守黨議員娜汀·杜里斯就曾稱他是「北倫敦馬克思主義者的兒子」、金馬倫形容他作「漢普斯特德的社會主義者」，每日郵報也曾經發表一篇名為《討厭英國的人》的文章描繪文立彬的父親。而《衛報》評論指出《太陽報》在封面將文立彬比喻為「豬耳」也可能含有反猶太意識，因為豬曾經有一段很長的時間被用來貶損猶太人。《猶太前進日報》評論認為事件顯示出英國部分保守派依然存在古老的排外心態。
英國著名政治漫畫家傑洛·史卡夫後來將事件繪畫成具諷刺意味的漫畫。

## 外部連結
- 天空新聞台拍攝的影片 （页面存档备份，存于） （英文）